# Vincent Trần Ngọc Thụ
Vinh Sơn Trần Ngọc Thụ, detto Vincent Tran Ngoc Thu (Dong Hai, 12 maggio 1918 – Roma, 15 luglio 2002), è stato un presbitero vietnamita.

## Biografia
Monsignor Vincent Tran Ngoc Thu nacque il 12 maggio 1918 nella parrocchia di Dong Hai, appartenente alla diocesi di Phát Diêm.
Nel 1928 entrò nel seminario minore "Three Village" per poi trasferirsi al seminario minore di Fujian. Nel 1937 il vescovo Jean-Baptiste Nguyễn Bá Tòng lo inviò a Roma per studi.
Il 20 dicembre 1942 fu ordinato presbitero a Roma. Dal 1945 al 1946 studiò per conseguire il dottorato in filosofia e teologia a Roma. Dal 1946 al 1949 studiò diritto presso l'Università Cattolica di Lovanio, in Belgio. Dal 1951 al 1954 fu segretario del vescovo Jean-Baptiste Nguyễn Bá Tòng. Nel 1954 si spostò a Saigon dove servì come segretario dell'Ufficio degli aiuti cattolici degli Stati Uniti fino alla fine del 1956. Nei primi mesi del 1957 venne nominato incaricato della pastorale per i migranti delle dieci diocesi della provincia ecclesiastica dell'arcidiocesi di Saigon. Dal 1957 al 1976 fu segretario della delegazione apostolica a Saigon.
Il 26 luglio 1976, il governo comunista, da pochi mesi vincitore della guerra del Vietnam, lo espulse dal paese. Tornato a Roma, il 18 settembre dello stesso anno, ricevette un nuovo incarico in Vaticano, come dipendente della Segreteria di Stato della Santa Sede.
Il 29 giugno 1978 divenne cappellano di Sua Santità. Il 18 dicembre 1985, papa Giovanni Paolo II lo nominò prelato d'onore di Sua Santità. Il 25 novembre successivo il cardinale Joseph-Marie Trinh van-Can lo nominò postulatore della causa di canonizzazione dei 117 martiri del Vietnam, incarico che già quattro stranieri non erano riusciti a completare con successo. Il 19 giugno 1988 i martiri furono elevati agli altari da papa Giovanni Paolo II. Il 7 gennaio precedente, lo stesso papa lo aveva nominato suo secondo segretario particolare. Nel maggio del 1996, venne nominato protonotario apostolico; nello stesso anno si ritirò per raggiunti limiti d'età. Due anni dopo divenne canonico del capitolo della basilica di San Pietro in Vaticano.
Morì nel Policlinico Agostino Gemelli di Roma alle 6.30 del 15 luglio 2002, all'età di 84 anni. Le esequie si tennero la mattina del 20 luglio nella basilica di San Pietro in Vaticano e furono presiedute dal cardinale Giovanni Battista Re.
| Controllo di autorità | VIAF (EN) 166425540 · ISNI (EN) 0000 0001 1383 8388 · BAV 495/334305 |